# Noble Savage
Noble Savage è il terzo album in studio del gruppo heavy metal statunitense Virgin Steele, uscito nel 1985.
Il disco è stato ristampato, con l'aggiunta di bonus-tracks, nel 1996 dall'etichetta tedesca Noise Records e più di recente dalla label tedesca Dockyard1.

## Tracce
1. We Rule the Night - 5:40
2. I'm on Fire - 3:56
3. Thy Kingdom Come - 3:41
4. Image of a Faun at Twilight (strumentale) - 1:16
5. Noble Savage - 7:30
6. Fight Tooth And Nail - 3:32
7. The Evil In Her Eyes - 4:44
8. Rock Me - 3:38
9. Don't Close Your Eyes - 5:07
10. Angel Of Light - 7:00
11. Obsession (It Burns For You) (*) - 5:37
12. Love And Death (*) - 4:26
13. Where Are You Running To (*) - 4:16
14. Come On And Love Me (*) - 3:52
15. The Spirit Of Steele (*) - 2:51
16. The Pyre Of Kings (strumentale) (*) - 1:17

(*) bonus ristampa 1997